# Посол рыбы

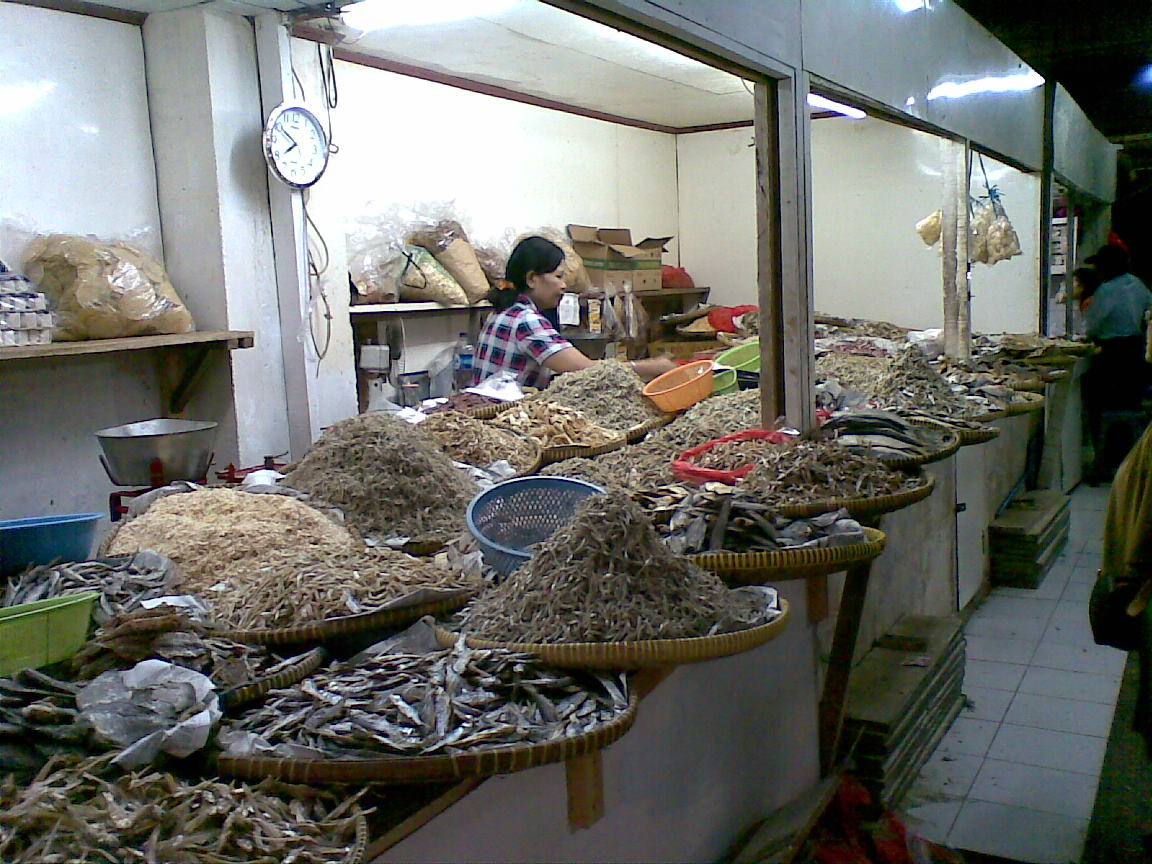
Рынок солёной рыбы близ Джакарты

Посол рыбы — способ сохранения рыбы при помощи соли, засолка рыбы. При посоле значительно меняется вкус рыбы — рыба «созревает». Производится путём замачивания (пересыпания, инъектирования) целой или разделанной рыбы в особых рассолах для консервирования и маринования. Один из древнейших способов сохранения рыбы на длительное время и придания ей особенных вкусовых качеств. Самая популярная рыба для посола — сельдь.

## История
Археологические раскопки в древних городах Галицкой земли обнаружили старые соляные штольни, каменные топоры и молотки и даже кожаные мешки, в которых 3 тысячи лет назад переносили соль. В Древней Греции соль получали из морской воды. В густом рассоле солили оливки, сыр, мясо и рыбу. Соленая рыба считалась пищей бедняков.
Наиболее древние письменные упоминания о солении рыбы в восточной Европе находим в известиях Геродота (V век до н. э.) о Скифии: «Река Борисфен… вода её очень приятна на вкус и отличается чистотой… в ней ловятся для соления большие рыбы без позвоночника, называемые осетрами».
Первые известия о солеварении в русских княжествах появились в письменных источниках не ранее XI—XII вв. В начале XII века солеварни были широко распространены на севере Европейской части (берег Белого моря, Ладожского и Онежского озера). Соль была единственным консервантом продуктов, поэтому добывалась в первую очередь в районах рыбодобычи.
У поморов на Мурмане рыбный промысел сложился в середине XVI века. Лов трески производился артелями. С начала марта треску ловили у полуострова Мотка (Рыбачий). Людей, занимавшихся рыбными и зверобойными промыслами на море, называли промышленниками. Четыре человека работали на судне, один (обычно подросток) трудился на берегу. Добытая рыба разделывалась, извлекалась печень для получения жира, остальные внутренности выбрасывались. Пока стояли холода, вся рыба шла на сушку — развешивалась на жердях, а при потеплении — складывалась в скеи и пересыпалась солью. О величине этого промысла можно судить по тому, что в XVII веке Соловецкому монастырю принадлежало 54 солеварни на Беломорье.

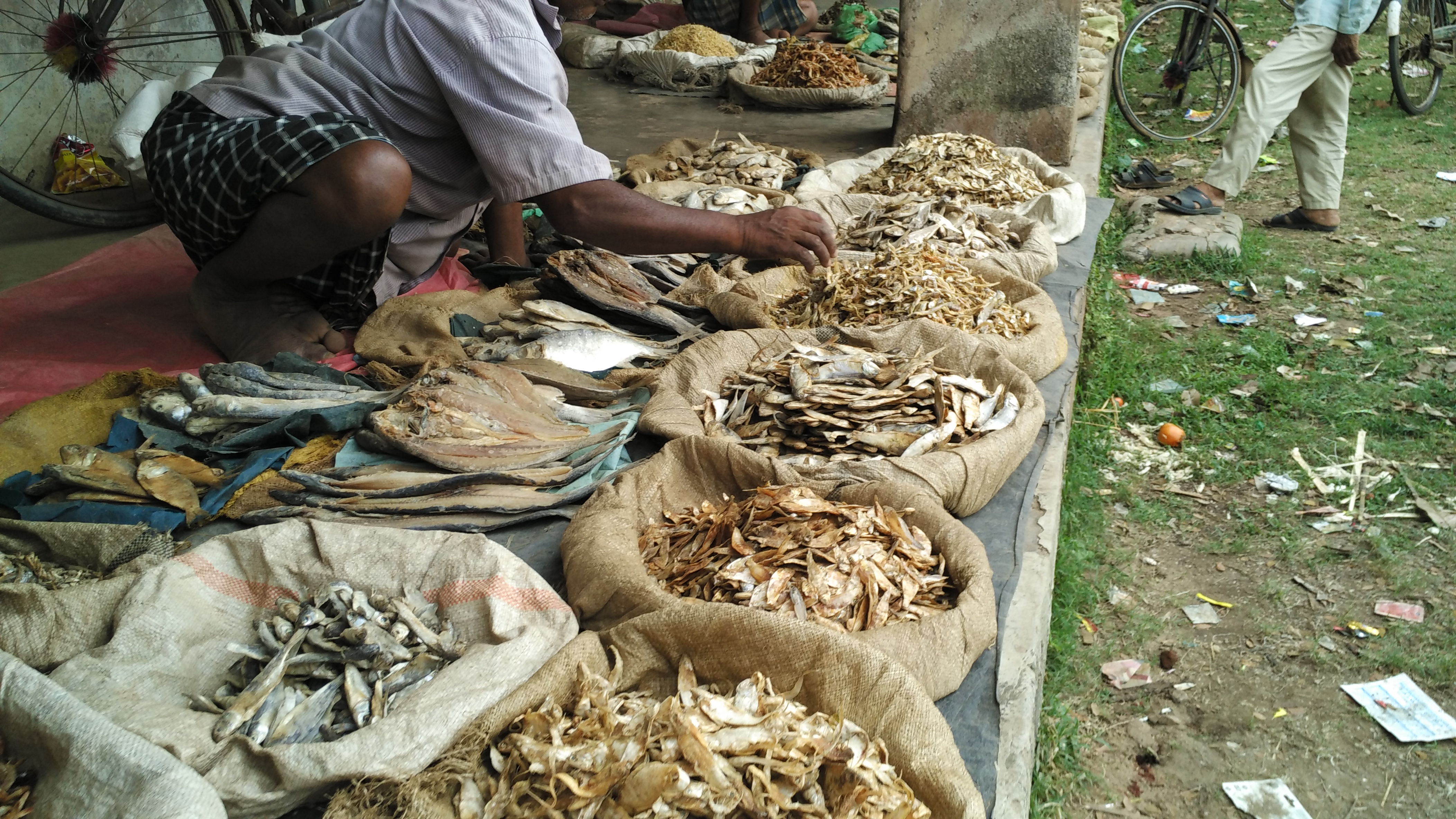
Высушенная посоленная рыба на рынке в Одише

### Посол рыбы в XIX веке
При приготовлении рыбных продуктов каспийско-волжского района до революции применялись деревянные ёмкости больших размеров — чаны. Различали лабазные чаны, то есть устроенные под навесом (лабазом) в тени, в них производился посол рыбы, преимущественно ранней весной (вобла, судак); и выходные чаны, то есть находящиеся в выходах, в них производился холодный посол (сельдь, красная рыба и всякие малосолы).
Чаны изготовлялись преимущественно из еловых досок, бывали различных размеров, но преобладали большие, вмещающие до 10 000 рыбин воблы. В лабазах они обычно бывали врыты в землю на ⅔ своей высоты, в выходах же их ставили так, что пол выхода покрывал их сверху.
Количеством чанов определялась производительность того или иного рыбного промысла, так как от него зависело, сколько можно заготовить впрок рыбного товара.
При посоле рыбы она сваливалась в чан с тачек сотнями, а на дне чана стояли промысловые женщины в особом промысловом костюме (в панталонах) и укладывали рыбу рядами, слегка прессуя её своей тяжестью. Посол продолжался, пока чан не заполнялся доверху.
Иногда за зиму в чан попадала подпочвенная гнилая вода, которая смешивалась с оставшимся в чане испорченным рассолом (тузлуком), давала удушливые газы. Когда весной до начала посола начинали чистить чаны, на промыслах нередки были случаи обмороков и даже смерти подростков, неосторожно спускаемых в такие чаны для чистки. Хотя за содержанием чанов на промыслах и существовал санитарный надзор, но он был довольно слаб и был скорее карательным, чем предупреждающим.

## В домашних условиях
Обычно мелкую рыбу солят целиком, без разделки и потрошения. Более крупную перед солением потрошат, часто оставляя голову. Рыбу обсыпают солью, прокладывают пряностями и укладывают под гнёт. К концу первого дня образуется тузлук. На пятый день гнёт снимается, тузлук сливается, рыба очищается от остатков соли. Рыбу можно подавать на стол, вялить или коптить.
Рецепты посола рыбы в домашних условиях отличаются многообразием. Кроме соли, в посольную смесь добавляют пряности в различных пропорциях. Солят в домашних условиях не только собственный улов, часто покупают свежую рыбу для посола, чтобы наделить её изысканным вкусом.